# (10711) Pskov
(10711) Pskov est un astéroïde de la ceinture principale.

## Description
(10711) Pskov est un astéroïde de la ceinture principale. Il fut découvert le 15 octobre 1982 à Naoutchnyï par Lioudmila Jouravliova. Il présente une orbite caractérisée par un demi-grand axe de 2,74 UA, une excentricité de 0,22 et une inclinaison de 12,3° par rapport à l'écliptique.

## Compléments